# Sin aliento (canción)
«Sin aliento» es una canción del grupo musical español Danza Invisible, con letra escrita por Ricardo Texidó y música del grupo al completo, incluida en su álbum de estudio Música de contrabando (1986).
La canción es emblemática de la movida madrileña, y alcanzó un gran éxito en Latinoamérica.
En la grabación realizada en Strawberry Studios de Manchester participó a los coros la cantante Lisa Stansfield.
Para su regreso, en 2012, la banda regiomontana Volován, presenta su álbum Sin aliento, reversionando 10 temas emblemáticos del rock y pop en español de las décadas de 1980 y 1990; entre otros, el tema homónimo que da nombre a esta producción de una de las bandas más representativas de la Avanzada regia.
En 2017 el cantante mexicano Aleks Syntek publicó Trasatlántico, un disco tributo al rock en español, donde incluyó «Sin aliento», cantada junto a Javier Ojeda, vocalista de Danza Invisible.